# Theatronprijs
De  Theatronprijs was een Vlaamse theaterprijs die iedere twee jaar werd uitgereikt, en bestond uit een zwarte sculptuur gemaakt door Paul Van Hoeydonck. Een wisselende jury reikte het laureaat in de Koninklijke Nederlandse Schouwburg namens de De Nieuwe Gazet uit aan de beste acteur en beste actrice. De prijs werd vervangen door de Thealia-prijs.
- 1958 - Hector Camerlynck[1] en Jet Naessens[2]
- 1960 - Denise De Weerdt en Luc Philips[3]
- 1966 - Dirk Decleir[4]
- 1968 - Hélène Van Herck[5] en Gaston Vandermeulen[6]
- 1970 - Chris Lomme en Chris Betz[7]
- 1974 - Walter Tillemans[8]
- 1976 - Julien Schoenaerts en Els Cornelissen[9]